# Cryphula subunicolor
Cryphula subunicolor är en insektsart som beskrevs av Barber 1955. Cryphula subunicolor ingår i släktet Cryphula och familjen Rhyparochromidae. Inga underarter finns listade i Catalogue of Life.